# Bertha von Kuenburg-Stolberg
Maria Bertha Gräfin von Kuenburg-Stolberg (* 21. Juni 1845 auf Schloss Söder; † 22. September 1924 auf Schloss Emsburg) war eine deutsch-österreichische Schriftstellerin.

## Leben
Von Kuenburg-Stolberg war die Tochter von Graf Andreas zu Stolberg-Stolberg, Enkelin von Graf Friedrich Leopold zu Stolberg-Stolberg und mütterlicherseits eine Enkelin von Giulietta Guicciardi. Ihre schriftstellerische Karriere begann sie nach dem Tod ihres ersten Mannes Hugo Raimund von Lamberg. In zweiter Ehe war sie mit dem Salzburger Landesgerichtspräsidenten Walter Graf von Kuenburg (1850–1920) verheiratet.
Als Schriftstellerin verfasste sie „mundartlich gefärbte Heimatdichtung im Jäger- und Wildschützenmilieu und hochsprachliche Dichtung voll Empfindsamkeit“.

## Werke
- Ueber d’Gangsteigln! Erzählung aus dem Hochgebirge. Mitscher & Röstell 1892.
- Moni und Mirzl. Eine Geschichte vom Hochkönig. A. Edlinger, Innsbruck 1896.
- Der Bergteufel. Oberbayerisches Volksstück in 3 Akten. Rubinverlag, München 1898.
- Vision am Nordsee-Strand. Eine kleine Erzählung. Anton Pustet, Salzburg 1914.